# Роман Ростиславич
Рома́н Ростисла́вич (бл. 1130-их — 14 червня 1180) — великий князь київський (1171—1173, 1174—1176). Князь смоленський (1154, 1159—1161, 1161—1171, 1173—1174, 1177—1180). Представник дому Смоленських Ростиславичів роду Мономаховичів династії Рюриковичів. Син смоленського і київського князя Ростислава Мстиславича. Одружився у вересні 1149 року з дочкою Святослава Ольговича. Брав участь у розоренні Києва під проводом князя Андрія Боголюбського (1169).

## Імена
- Рома́н Ростисла́вич — в українській традиції з патронімом.
- Рома́н І — у західній традиції з номером правителя.
  - Рома́н I Ки́ївський — за назвою князівства.
  - Рома́н I Смоле́нський — за назвою князівства.
- Бори́с — хрещене ім'я.
- Рома́н-Бори́с Ростисла́вич — комбіноване ім'я[3][2]

## Біографія
У 1151 році допомагав Великому князю Київському Ізяславу Мстиславичу відстоювати Київ від суздальського князя Юрія Долгорукого, багато сприяв поразці останнього при річці Руті, захищав від нього Чернігів.
1152 року — допомагав Ізяславові проти Святослава Ольговича. У 1154 році зайняв Новгородський стіл, але в тому ж році його вигнали.
У 1158 році брав участь у поході Рогволода Борисовича проти інших полоцьких князів, у 1159 році — в поході Святослава Ольговича.
1169 року — брав участь у взятті та зруйнуванні Києва військами Андрія Боголюбського, а потім у поході останнього на Новгород.
Андрій 1171 року посадив Романа на Київське князівство, але через два роки, розгніваний відмовою Романа видати київських бояр, запідозрених у вбивстві князя Гліба Юрійовича, змусив його перейти з Києва до Смоленська.
Після смерті Андрія Боголюбского Роман знову сів у Києві, але 1177 року Святослав Всеволодович знову змусив його відступити до Смоленська. Пробувши один рік (1179) у Новгороді, помер у Смоленську 1180 року.

## Сім'я
- Батько: Ростислав Мстиславич (?—1167), великий князь київський (1154, 1159—1161, 1161—1167), князь смоленський (1125—1154, 1154—1159, 1161)
- Дружина: N Святославівна, донька князя Святослава Ольговича[2][4][5].
  - Ярополк Романович (?— після 1177) — князь смоленський (1171—1173, 1174), трипільський (1177).
  - Мстислав Романович (?—1223) — князь псковський (1178—1179), смоленський (1197—1214), білгородський (1206) і київський (1212—1223). Загинув на Калці.
  - NN Романівна (?—?) m полоцький князь Всеслав Василькович.

### Монографії
- Войтович Л. 3.16. Смоленська гілка Мономаховичів. Смоленська і Ярославська династії. //  Князівські династії Східної Європи (кінець IX — початок XVI ст.). Львів: Інститут українознавства, 2000.
- Грушевський М. Історія України-Руси, Т. 2. Львів, 1905
- Dąbrowski D. Genealogia Mścisławowiczów: Pierwsze pokolenia (do pocątku XIV wieku). Kraków, 2008.

### Статті
- Нечитайло В. Знаки Рюриковичів, що належали Великим князям Київським // Вісник Львівського університету. Серія історична. 2019. Спецвипуск. С. 54–66.

### Довідники
- Котляр, М.Ф. Роман Ростиславич // Енциклопедія історії України : у 10 т. / редкол.: В. А. Смолій (голова) та ін. ; Інститут історії України НАН України. — К. : Наукова думка, 2012. — Т. 9 : Прил — С. — С. 278. — ISBN 978-966-00-1290-5.